# Myron Mathisson
Myron Mathisson   (Varsòvia, 15 de desembre de 1897 - Cambridge, 13 de setembre de 1940) va ser un físic i matemàtic polonès.

## Vida i Obra
Mathisson va néixer a Varsòvia, fill d'un matrimoni jueu procedent de Riga, aparentment acomodat. Després de fer els estudis secundaris en un dels millors instituts de Varsòvia (en rus, ja que la ciutat era sota sobirania russa), va estudiar enginyeria civil a la Universitat Tecnològica de Varsòvia entre el 1915 i el 1919. A continuació va estar dos anys allistat a l'exèrcit en la guerra poloneso-soviètica. En acabar la guerra, va ingressar a la universitat de Varsòvia per estudiar física, mentre es guanyava la vida fent càlculs d'estructures per a la construcció d'edificis.
El 1930 va obtenir el doctorat amb una tesi sobre la mecànica de les partícules a la teoria de la relativitat, avui perduda, pero que va servir per la publicació de tres articles a la revista Zeitschrift für Physik el 1931: Die Mechanik des Materie Teilchens in der allgemeinen Relativitätstheorie (pàgines 826-844), Bewegungsproblem der Feld Physik und Elektronen Konstanten (pàgines 389-408) i Die Beharrungsgesetze in der allgemeinen Relativitätstheorie (pàgines 270-277). En aquesta època manté una intensa correspondència amb Albert Einstein sobre aquest tema; Einstein intentarà, sense èxit, aconseguir una beca per a que pugui continuar en la recerca.
Des de 1932 fins a 1936 va ser professor ajudant a la universitat de Varsòvia i el 1936 va ser nomenat professor de la universitat de Kazan (Unió Soviètica), que va deixar l'any següent per la inestabilitat política del país. Després de ser candidat per la universitat Hebrea de Jerusalem, va acceptar una plaça docent a la universitat Jagellònica de Cracòvia. Finalment, el 1939 va anar a la universitat de Cambridge per treballar amb Paul Dirac, però va morir l'any següent de tuberculosi.
Mathisoon va publicar una dotzena d'articles científics. La seva principal aportació va ser l'estudi de les lleis dinàmiques generals que governen el moviment de les partícules. El seu article més important va ser publicat el 1937 i en el qual deriva les equacions del moviment que porten el seu nom:
1: {\displaystyle {\frac {D}{ds}}\left(mu^{\lambda }+u_{\mu }{\frac {DS^{\lambda \mu }}{ds}}\right)=-{\frac {1}{2}}u^{\pi }S^{\rho \sigma }R_{\pi \rho \sigma }^{\lambda }}
2: {\displaystyle {\frac {DS^{\mu \nu }}{ds}}+u^{\mu }u_{\sigma }{\frac {DS^{\nu \sigma }}{ds}}-u^{\nu }u_{\sigma }{\frac {DS^{\mu \sigma }}{ds}}=0}